# Вулька-Сулейовська
Вулька-Сулейовська (пол. Wólka Sulejowska) — село в Польщі, у гміні Ядув Воломінського повіту Мазовецького воєводства.
Населення — 196 осіб (2011).
У 1975-1998 роках село належало до Седлецького воєводства.

## Демографія
Демографічна структура станом на 31 березня 2011 року:
|          | Загалом | Допрацездатний вік | Працездатний вік | Постпрацездатний вік |
| -------- | ------- | ------------------ | ---------------- | -------------------- |
| Чоловіки | 103     | 22                 | 68               | 13                   |
| Жінки    | 93      | 17                 | 56               | 20                   |
| Разом    | 196     | 39                 | 124              | 33                   |